# باول إس. إل. جونسون
باول إس. إل. جونسون (بالإنجليزية: Paul S. L. Johnson)‏ هو كاتب أمريكي، ولد في 4 أكتوبر 1873 في تيتوسفيل في الولايات المتحدة، وتوفي في 22 أكتوبر 1950 في فيلادلفيا في الولايات المتحدة.